# 沿江镇 (镇赉县)
沿江镇，是中华人民共和国吉林省白城市镇赉县下辖的一个乡镇级行政单位。

## 行政区划
沿江镇下辖以下地区：
西二龙村、东二龙村、东莫龙村、南莫龙村、前少力村、后少力村和苇海村。